# ژیمناستیک در المپیک تابستانی ۱۹۶۴
ژیمناستیک در بازی‌های المپیک تابستانی ۱۹۶۴ نام رویداد ورزش ژیمناستیک در بازی‌های المپیک تابستانی بود که در سال ۱۹۶۴ برگزار شد. این مسابقات شامل مسابقات ژیمناستیک هنری بود. این مسابقات شامل ۱۴ بخش بود که ۸ عدد مربوط به مردان و ۶ عدد مربوط زنان بود. تمام مسابقات در توکیو از ۱۸ تا ۲۳ اکتبر برگزار شد.

## نتایج

### مردان
| بازی‌ها             | طلا | نقره | برنز                                                                                               |
| انفرادی تمام اسباب | یوکیو اندو · ژاپن                                                                                          | ویکتور لیسیتسکی · اتحاد شوروی · بوریس شاخلین · اتحاد شوروی · شوجی سورومی · ژاپن                                 | مدال داده نشد                                                                                      |
| تیمی تمام اسباب    | ژاپن (JPN) · یوکیو اندو · تاکوجی هایاتا · تاکاشی میتسوکوری · تاکاشی اونو · شوجی سورومی · هاروهیرو یاماشیتا | اتحاد شوروی (URS) · سرگی دیومیدوف · ویکتور لئونتیف · ویکتور لیسیتسکی · بوریس شاخلین · یوری تیتوف · یوری تساپنکو | تیم متحد آلمان (EUA) · زیگفرید فوله · فیلیپ فورست · اروین کوپه · کلاوس کسته · گونتر لیش · پیتر وبر |
| حرکات زمینی        | فرانکو منیچلی · ایتالیا                                                                                    | یوکیو اندو · ژاپن · ویکتور لیسیتسکی · اتحاد شوروی                                                               | مدال داده نشد                                                                                      |
| بارفیکس            | بوریس شاخلین · اتحاد شوروی                                                                                 | یوری تیتوف · اتحاد شوروی                                                                                        | میروسلاو سرار · یوگسلاوی                                                                           |
| میله پارالل        | یوکیو اندو · ژاپن                                                                                          | شوجی سورومی · ژاپن                                                                                              | فرانکو منیچلی · ایتالیا                                                                            |
| خرک حلقه           | میروسلاو سرار · یوگسلاوی                                                                                   | شوجی سورومی · ژاپن                                                                                              | یوری تساپنکو · اتحاد شوروی                                                                         |
| دارحلقه            | تاکوجی هایاتا · ژاپن                                                                                       | فرانکو منیچلی · ایتالیا                                                                                         | بوریس شاخلین · اتحاد شوروی                                                                         |
| پرش از خرک         | هاروهیرو یاماشیتا · ژاپن                                                                                   | ویکتور لیسیتسکی · اتحاد شوروی                                                                                   | هانو رانتاکاری · فنلاند                                                                            |

### زنان
| بازی‌ها             | طلا | نقره | برنز |
| انفرادی تمام اسباب | ویرا چاسلاوسکا · چکسلواکی | لاریسا لاتینینا · اتحاد شوروی | پولینا آستاخوا · اتحاد شوروی                                                                                                  |
| تیمی تمام اسباب    | اتحاد شوروی (URS) · پولینا آستاخوا · لیودمیلا گرومووا · لاریسا لاتینینا · تامارا مانینا · یلنا وولچتسکایا · تامارا زاموتایلووا | چکسلواکی (TCH) · ویرا چاسلاوسکا · ماریانا نمتووا-کرایچیرووا · یانا کوبیچکووا-پوسنرووا · هانا روژیچکووا · یاروسلاوا سدلاچکووا · آدولفینا تکاچیکووا-تاچووا | ژاپن (JPN) · توشیکو شیراسو-آیهارا · گینکو آبوکاوا-چیبا · کیکو تاناکا · تانیکو ناکامورا-میتسوکوری · کییوکو اونو · هیروکو تسوجی |
| چوب موازنه         | ویرا چاسلاوسکا · چکسلواکی | تامارا مانینا · اتحاد شوروی | لاریسا لاتینینا · اتحاد شوروی                                                                                                 |
| حرکات زمینی        | لاریسا لاتینینا · اتحاد شوروی                                                                                                  | پولینا آستاخوا · اتحاد شوروی | آنیکا دوسا · مجارستان |
| پارالل ناهم‌سطح     | پولینا آستاخوا · اتحاد شوروی                                                                                                   | کاتالین ماکرایی · مجارستان | لاریسا لاتینینا · اتحاد شوروی                                                                                                 |
| پرش از خرک         | ویرا چاسلاوسکا · چکسلواکی | لاریسا لاتینینا · اتحاد شوروی · بیرگیت رادوخلا · تیم متحد آلمان                                                                                          | مدال داده نشد |

## جدول مدال‌ها
| رتبه | کشور                 | طلا | نقره | برنز | مجموع |
| ۱    | ژاپن (JPN)           | ۵   | ۴    | ۱    | ۱۰    |
| ۲    | اتحاد شوروی (URS)    | ۴   | ۱۰   | ۵    | ۱۹    |
| ۳    | چکسلواکی (TCH)       | ۳   | ۱    | ۰    | ۴     |
| ۴    | ایتالیا (ITA)        | ۱   | ۱    | ۱    | ۳     |
| ۵    | یوگسلاوی (YUG)       | ۱   | ۰    | ۱    | ۲     |
| ۶    | تیم متحد آلمان (EUA) | ۰   | ۱    | ۱    | ۲     |
| ۶    | مجارستان (HUN)       | ۰   | ۱    | ۱    | ۲     |
| ۸    | فنلاند (FIN)         | ۰   | ۰    | ۱    | ۱     |